# Back to Bedlam
Back to Bedlam ist das Debütalbum des britischen Musikers James Blunt aus dem Jahr 2004.

## Entstehung und Veröffentlichung
Die Erstveröffentlichung von Back to Bedlam erfolgte am 15. April 2004 bei Atlantic Records. Es erschien in seiner Originalausführung auf CD mit zehn Titeln.
Geschrieben wurden die Lieder von Blunt selbst, teils alleine, teils in Zusammenarbeit mit Koautoren. Für die Produktion zeichnete Tom Rothrock verantwortlich. Bei einem Titel mit Unterstützung von Jimmy Hogarth.

## Titelliste
1. High – 4:03 – James Blunt; R. Ross
2. You’re Beautiful – 3:33 – James Blunt; S. Skarbek; A. Ghost
3. Wisemen – 3:42 – James Blunt; Jimmy Hogarth; S. Skarbek
4. Goodbye My Lover – 4:18 – James Blunt; S. Skarbek
5. Tears and Rain – 4:04 – James Blunt; Chambers
6. Out of My Mind – 3:33 – James Blunt
7. So Long, Jimmy – 4:24 – James Blunt; Jimmy Hogarth
8. Billy – 3:37 – James Blunt; A. Ghost; S. Skarbek
9. Cry – 4:06 – James Blunt; S. Skarbek
10. No Bravery – 4:00 – James Blunt; S. Skarbek

## Singleauskopplungen
| Jahr | Titel            | Höchstplatzierung, Gesamtwochen, AuszeichnungChartplatzierungen (Jahr, Titel, , Platzierungen, Wochen, Auszeichnungen, Anmerkungen) | Höchstplatzierung, Gesamtwochen, AuszeichnungChartplatzierungen (Jahr, Titel, , Platzierungen, Wochen, Auszeichnungen, Anmerkungen) | Höchstplatzierung, Gesamtwochen, AuszeichnungChartplatzierungen (Jahr, Titel, , Platzierungen, Wochen, Auszeichnungen, Anmerkungen) | Höchstplatzierung, Gesamtwochen, AuszeichnungChartplatzierungen (Jahr, Titel, , Platzierungen, Wochen, Auszeichnungen, Anmerkungen) | Höchstplatzierung, Gesamtwochen, AuszeichnungChartplatzierungen (Jahr, Titel, , Platzierungen, Wochen, Auszeichnungen, Anmerkungen) | Anmerkungen                                                   |
| Jahr | Titel            | DE | AT | CH | UK | US | Anmerkungen                                                   |
| ---- | ---------------- | --- | --- | --- | --- | --- | ------------------------------------------------------------- |
| 2004 | High             | DE22 (9 Wo.)DE | AT13 (18 Wo.)AT | CH15 (16 Wo.)CH | UK16 Silber · (22 Wo.)UK | US100 (1 Wo.)US | Erstveröffentlichung: 18. Oktober 2004 Verkäufe: + 230.000    |
| 2005 | Wisemen          | DE40 (9 Wo.)DE | AT15 (16 Wo.)AT | CH23 (25 Wo.)CH | UK23 Gold · (31 Wo.)UK | — | Erstveröffentlichung: 31. März 2005 Verkäufe: + 404.000       |
| 2005 | You’re Beautiful | DE2 Platin · (29 Wo.)DE | AT6 Gold · (37 Wo.)AT | CH2 Gold · (97 Wo.)CH | UK1 ×2Doppelplatin · (43 Wo.)UK | US1 ×4Platin (Mastertone) + Vierfachplatin · (38 Wo.)US                                                                             | Erstveröffentlichung: 30. Mai 2005 Verkäufe: + 6.155.000      |
| 2005 | Goodbye My Lover | DE28 Gold · (12 Wo.)DE | AT36 (8 Wo.)AT | CH19 Gold · (34 Wo.)CH | UK9 Platin · (22 Wo.)UK | US66 Gold · (4 Wo.)US | Erstveröffentlichung: 19. Dezember 2005 Verkäufe: + 1.768.000 |
| 2006 | No Bravery       | — | — | — | — | — | Erstveröffentlichung: 17. April 2006                          |

Blunts Singles wurden anfangs mit je einer B-Seite veröffentlicht, wobei High und Wisemen später noch mit anderen B-Seiten erschienen sind. Von You’re Beautiful gibt es verschiedene Versionen (beispielsweise eine Version mit dem Text „fucking high“ und die zensierte Version mit „flying high“).
Von High existieren zwei Videos: In einem ist Blunt zu sehen, wie er zuerst in der Wüste begraben liegt und später in betrunkenem Zustand ein Mädchen verfolgt, während er in der zweiten Fassung in einer Art Klinik Gitarre spielt und in anderen Szenen merklich befreit durch einen Wald rennt. „High“ war die Hymne für die Werbekampagne der T-Com zur Fußball-Weltmeisterschaft 2006 in Deutschland. In Europa sah man den Titel außerdem in einem Werbespot von Vodafone, in den Vereinigten Staaten wurde er für Hilton Hotels benutzt. Unter anderem wurde er auch für die Serie Grey’s Anatomy verwendet.
Alle Musik- und Making-of-Videos wurden auf der Bonus-DVD des Albums Back to Bedlam: The Bedlam Sessions wiederveröffentlicht.

## Rezeption
Der New Musical Express ernannte es trotz des Erfolges zum „schlechtesten Album des Jahres“.

## Kommerzieller Erfolg

### Chartplatzierungen
Back to Bedlam avancierte zum Nummer-eins-Album in Australien, Belgien, Dänemark, Deutschland, Neuseeland, Norwegen, Österreich, Schweden, der Schweiz und dem Vereinigtes Königreich.
| ChartsChartplatzierungen       | Höchstplatzierung | Wochen |
| ------------------------------ | ----------------- | ------ |
| Deutschland (GfK)              | 1 (68 Wo.)        | 68     |
| Österreich (Ö3)                | 1 (89 Wo.)        | 89     |
| Schweiz (IFPI)                 | 1 (101 Wo.)       | 101    |
| Vereinigte Staaten (Billboard) | 2 (78 Wo.)        | 78     |
| Vereinigtes Königreich (OCC)   | 1 (131 Wo.)       | 131    |

| ChartsJahrescharts (2005)    | Platzierung |
| ---------------------------- | ----------- |
| Deutschland (GfK)            | 21          |
| Österreich (Ö3)              | 41          |
| Schweiz (IFPI)               | 6           |
| Vereinigtes Königreich (OCC) | 1           |

| ChartsJahrescharts (2006)      | Platzierung |
| ------------------------------ | ----------- |
| Deutschland (GfK)              | 5           |
| Österreich (Ö3)                | 6           |
| Schweiz (IFPI)                 | 3           |
| Vereinigte Staaten (Billboard) | 7           |
| Vereinigtes Königreich (OCC)   | 22          |

| ChartsJahrescharts (2007)      | Platzierung |
| ------------------------------ | ----------- |
| Vereinigte Staaten (Billboard) | 189         |

### Auszeichnungen für Musikverkäufe
| Land/Region                  | Auszeichnungen für Musikverkäufe (Land/Region, Auszeichnung, Verkäufe) | Verkäufe    |
| ---------------------------- | ---------------------------------------------------------------------- | ----------- |
| Argentinien (CAPIF)          | 2× Platin                                                              | 80.000      |
| Australien (ARIA)            | 9× Platin                                                              | 670.000     |
| Belgien (BRMA)               | 3× Platin                                                              | 150.000     |
| Dänemark (IFPI)              | 6× Platin                                                              | 120.000     |
| Deutschland (BVMI)           | 9× Gold                                                                | 900.000     |
| Europa (IFPI)                | 6× Platin                                                              | (6.000.000) |
| Finnland (IFPI)              | Gold                                                                   | 13.158      |
| Frankreich (SNEP)            | Diamant                                                                | 750.000     |
| Griechenland (IFPI)          | 2× Platin                                                              | 40.000      |
| Irland (IRMA)                | 14× Platin                                                             | 210.000     |
| Italien (FIMI)               | Platin (2005) · + Gold (2018)                                          | 125.000     |
| Japan (RIAJ)                 | Platin                                                                 | 250.000     |
| Kanada (MC)                  | 6× Platin                                                              | 600.000     |
| Mexiko (AMPROFON)            | Gold                                                                   | 50.000      |
| Neuseeland (RMNZ)            | 7× Platin                                                              | 105.000     |
| Niederlande (NVPI)           | Platin                                                                 | 70.000      |
| Österreich (IFPI)            | 2× Platin                                                              | 60.000      |
| Portugal (AFP)               | 2× Platin                                                              | 40.000      |
| Schweden (IFPI)              | 2× Platin                                                              | 120.000     |
| Schweiz (IFPI)               | 5× Platin                                                              | 200.000     |
| Spanien (Promusicae)         | Platin                                                                 | 100.000     |
| Vereinigte Staaten (RIAA)    | 3× Platin                                                              | 3.000.000   |
| Vereinigtes Königreich (BPI) | 11× Platin                                                             | 3.400.000   |
| Insgesamt                    | 4× Gold · 88× Platin · 1× Diamant ·                                    | 10.903.000  |

Hauptartikel: James Blunt/Auszeichnungen für Musikverkäufe